# Biopsie

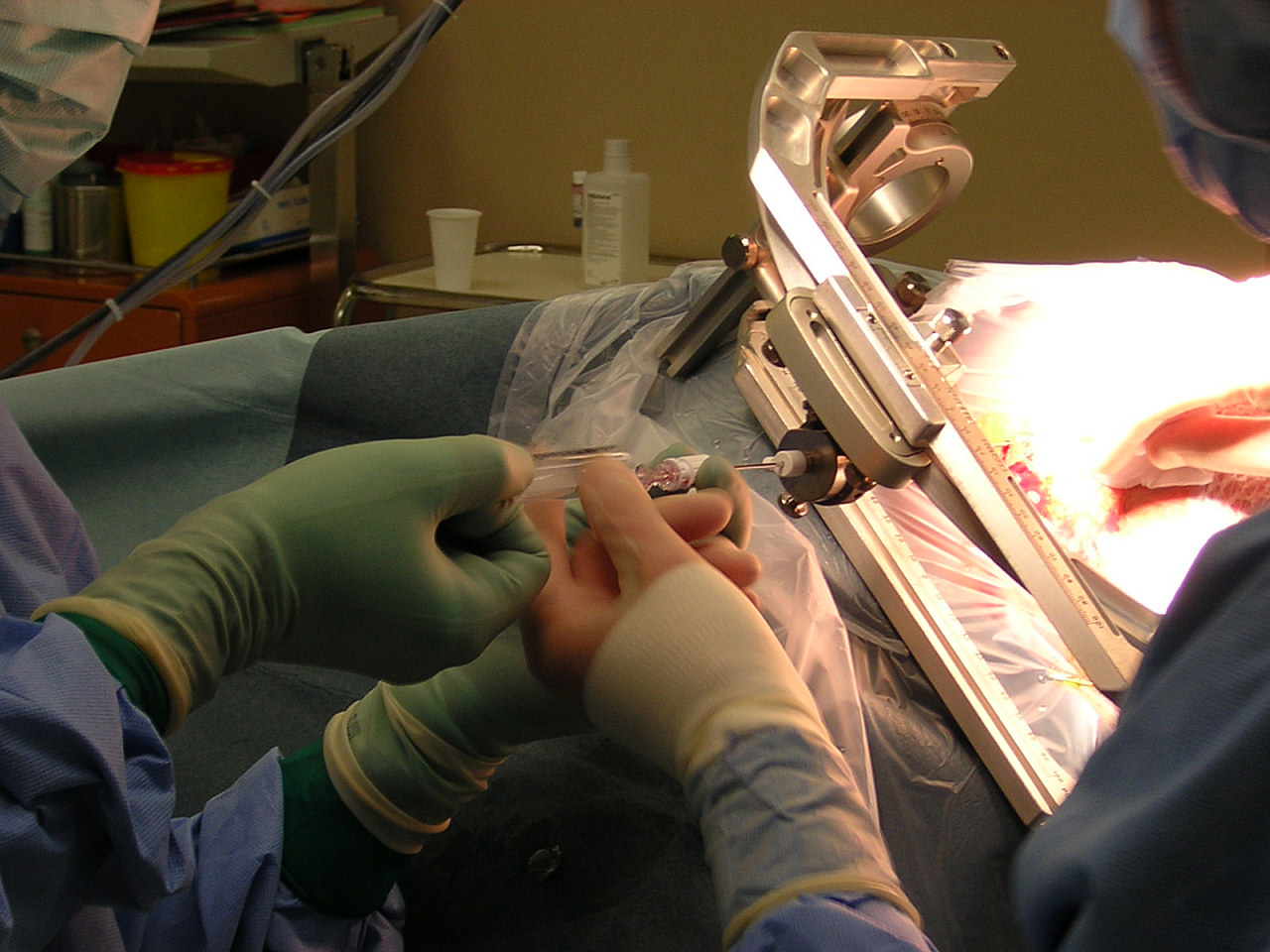
Hersenbiopsie

Een biopsie is een medische handeling waarbij een stukje weefsel uit het lichaam verwijderd wordt om onderzocht te worden, veelal door de patholoog, met de bedoeling een diagnose te stellen. Het weggenomen weefsel heet een biopt.
Een biopsie stelt de onderzoeker in staat om kwaadaardige weefsels te onderscheiden van goedaardige tumoren, of de aanwezigheid van bepaalde bacteriën aan te tonen. Bekend zijn de biopten uit de borstklier waarbij nog een onderscheid gemaakt wordt tussen micro- en macrobiopten. Ook open biopsieën, waarbij een sneetje wordt gemaakt en onder direct zicht een beetje weefsel wordt weggenomen komen voor.
Uit de huid worden vaak stansbiopten genomen: een proefstukje van enkele millimeters doorsnee. Ook kunnen shavebiopten en excisie-biopten worden genomen. Bij gastroscopie worden soms maagbiopten genomen met een kleine haptang.
Microbiopsiën worden genomen met een fijne naald; macrobiopsieën worden uitgevoerd met een "shooting needle" waarbij de naald onder echografische of andere technische begeleiding in de te onderzoeken tumor "geschoten" wordt.

## Etymologie
Het woord biospie is afkomstig uit het Grieks: βιός / biós, "leven" en ὄψις / ópsis, "zicht". De Franse dermatoloog Ernest Besnier introduceerde het woord biopsie voor het eerst in 1879.

## Analyse van het biopt
Na afname van het biopt wordt dit naar het labo gestuurd voor anathomopathologisch onderzoek. Het biopt wordt daar verwerkt en er wordt een dun laagje weefsel op een dekglaasje aangebracht. Vervolgens wordt het glaasje met weefsel behandeld met verschillende kleuringen. Dit maakt de cellen beter zichtbaar en afhankelijk van welke specifieke kleuring gebruikt is, zijn er andere pathologieën herkenbaar.
Wanneer de coupe klaar is, kan deze onderzocht worden door de anathomopatholoog onder de microscoop. Nadien stelt deze een verslag op van de gemaakte bevindingen. Dit verslag kan dan worden gelezen en geïnterpreteerd door de arts die de biopsie uitvoerde.